# Creidhne
Na mitologia irlandesa, Creidhne (ou Credne) era filho de Brígida e Tuireann, e artífice dos Tuatha Dé Danann, trabalhando com bronze, latão e ouro. Ele e seus irmãos Goibniu e Luchtaine tornaram-se conhecidos como os Trí Dée Dána, "os três deuses de arte", que forjaram as armas que os Tuatha Dé usaram na batalha contra os Fomorianos.
É dito que Creidhne, juntamente com Dian Cecht, fabricou a mão de prata do rei Nuada.
Creidhne é freqüentemente confundido com a guerreira irlandesa Creidne.